# Mount Robson
Der Mount Robson ist mit 3954 m der höchste Berg in den Kanadischen Rocky Mountains und nach dem Mount Waddington der zweithöchste vollständig in British Columbia gelegene Berg. Der Berg liegt in den Northern Continental Ranges, dort in der Rainbow Range, einer Bergkette der Rocky Mountains, die im Süden vom Oberlauf des Fraser River begrenzt wird. Vermutlich wurde der Berg im 19. Jahrhundert nach Colin Robertsen, einem Pelzhändler der Hudson’s Bay Company, benannt. Andere inoffizielle Namen für diesen Berg sind: Cloud Cap Mountain, Snow Cap Mountain oder der Shuswap-Name Yuh-hai-has-kun, was The Mountain of the Spiral Road bedeutet.
Es gibt keine leicht begehbaren Routen, die auf den Gipfel führen, so dass nur eine Handvoll Bergsteiger jedes Jahr dieses Ziel erreichen. Außerdem wird die Besteigung zumeist durch schlechte Wetterbedingungen beeinträchtigt. Die Südseite des Berges ist vom Yellowhead Highway aus gut sichtbar.
Wer Mount Robson zuerst bestiegen hat, konnte bislang nicht abschließend geklärt werden. In Frage kommen eine Expedition aus dem Jahr 1909 von George Kinney und Donald Phillips sowie eine aus dem Jahr 1913, an der William Wasbrough Foster, Konrad Kain und Albert MacCarthy teilnahmen. Sie erreichten am 31. Juli 1913 den Gipfel. Im gleichen Jahr wurde der den Berg umgebende Mount Robson Provincial Park gegründet.